# Subbotniki (Religion)
Die Subbotniki (russisch субботники, deutsch: Sabbatianer) ist eine ursprünglich aus Russland stammende mosaische Religionsgemeinschaft. Die Selbstbezeichnung lautet auch Volk des Gesetzes Mose. Sie sind religionsgeschichtlich Teil der Bewegung, die sich als judaisierende Religionsgruppen ab der zweiten Hälfte des 15. Jahrhunderts von Nowgorod aus über Russland verbreiteten. Sie bildeten eine Mischung aus spätmittelalterlichem Kabbalismus und frühem neuplatonischem Humanismus. 
Die Subbotniki tauchen erstmals um 1796 unter Katharina II. auf. Sie entstammten russischen Bauernfamilien (Leibeigene) und waren bis 1820 heimisch in den Gebieten Woronesch, Orjol, Moskau, Tula und Saratow. Unter der Regentschaft von Alexander I. herrschte eine größere religiöse Freiheit, und die Subbotniki konnten ein unbeschwerteres Leben führen. Verfolgungsmaßnahmen seitens der russisch-orthodoxen Kirche endeten mit einer Einigung, nach der die Subbotniki auch nach Verlassen der Kirche Zahlungen bei Geburten und Hochzeiten leisteten. Der Zar erlaubte den Subbotniki die offene Religionsausübung, nicht jedoch die Mission unter Christen. Diese Toleranzpolitik endete unter Nikolaus I., nachdem zahlreiche Subbotniki in den jüdischen Ansiedlungsrayon eingedrungen waren, um ihre Kenntnisse des Judentums zu erweitern. Als Versuche, die Sabbatianer zur Rückkehr zur russisch-orthodoxen Kirche zu bewegen, erfolglos blieben, wurden sie ab 1826 nach Sibirien und in den südlichen Kaukasus verbannt. Durch ihren Einfluss am Schwarzen Meer und an der Wolga konnten sie die Mission der Siebenten-Tags-Adventisten unter den Russen erleichtern (die ersten Adventisten in Russland waren Russlanddeutsche).
Vor dem Ersten Weltkrieg gab es unter den Kosaken Subbotniki, die versuchten, jüdische Gemeinden vor Pogromen zu schützen. 
Die Subbotniki (Subbota = russisch für Samstag) begehen den Sabbat als wöchentlichen Ruhetag und zelebrieren statt der Taufe meistens, aber nicht immer, die Beschneidung. Unter ihnen gibt es verschiedene Gruppierungen. Die meisten Subbotniki lehnen das Neue Testament vollkommen ab und warten auf einen Messias, der auf der Erde wie ein König leben soll, andere Subbotniki lehren sowohl das Alte als auch das Neue Testament und erkennen Jesus Christus als einen Propheten an, aber nicht als den Sohn Gottes, da er zwar das Evangelium verkündet, aber nicht alle Menschen erlöst habe. Letztere stellen das Neue Testament jedoch auf eine niedrigere Stufe als das Alte Testament. Ikonen werden von der Gemeinschaft der Subbotniki abgelehnt.
Die Subbotniki können unter dem für Juden geltenden Rückkehrgesetz nach Israel auswandern und werden in Israel in der Regel als Juden anerkannt.
Subbotniki leben heute in folgenden Ländern: 
- Armenien
- Aserbaidschan
- Belarus
- Iran
- Israel
- Russland
  - Jüdische Autonome Oblast (200)
  - Oblast Irkutsk (7.000)
- USA
- Usbekistan